# Лесное (Хмельницкая область)
Лесное (укр. Лісне) — посёлок в Полонском районе Хмельницкой области Украины.
Население по переписи 2001 года составляло 26 человек. Почтовый индекс — 30510. Телефонный код — 8-03843. Занимает площадь 0,011 км². Код КОАТУУ — 6823681003.

## Местный совет
30510, Хмельницкая обл., Полонский р-н, с. Буртин, ул. Победы, 28